# Alfabetul fonetic NATO
| Character | Morse Code | Telephony | Phonic (Pronunciation)          |
| --------- | ---------- | --------- | ------------------------------- |
| A         | ●−         | Alfa      | (AL-FAH)                        |
| B         | −●●●       | Bravo     | (BRAH-VOH)                      |
| C         | −●−●       | Charlie   | (CHAR-LEE) or (SHAR-LEE)        |
| D         | −●●        | Delta     | (DELL-TAH)                      |
| E         | ●          | Echo      | (ECK-OH)                        |
| F         | ●●−●       | Foxtrott  | (FOX-TROTT)                     |
| G         | −−●        | Golf      | (GOLF)                          |
| H         | ●●●●       | Hotel     | (HOH-TEL)                       |
| I         | ●●         | India     | (IN-DEE-AH)                     |
| J         | ●−−−       | Juliett   | (JEW-LEE-ETT)                   |
| K         | −●−        | Kilo      | (KEY-LOW)                       |
| L         | ●−●●       | Lima      | (LEE-MAH)                       |
| M         | −−         | Mike      | (MIKE)                          |
| N         | −●         | November  | (NO-VEM-BER)                    |
| O         | −−−        | Oscar     | (OSS-CAH)                       |
| P         | ●−−●       | Papa      | (PAH-PAH)                       |
| Q         | −−●−       | Quebec    | (KEH-BECK)                      |
| R         | ●−●        | Romeo     | (ROW-ME-OH)                     |
| S         | ●●●        | Sierra    | (SEE-AIR-RAH)                   |
| T         | −          | Tango     | (TANG-GO)                       |
| U         | ●●−        | Uniform   | (YOU-NEE-FORM) or (OO-NEE-FORM) |
| V         | ●●●−       | Victor    | (VIK-TAH)                       |
| W         | ●−−        | Whiskey   | (WISS-KEY)                      |
| X         | −●●−       | Xray      | (ECKS-RAY)                      |
| Y         | −●−−       | Yankee    | (YANG-KEY)                      |
| Z         | −−●●       | Zulu      | (ZOO-LOO)                       |
| 1         | ●−−−−      | One       | (WUN)                           |
| 2         | ●●−−−      | Two       | (TOO)                           |
| 3         | ●●●−−      | Three     | (TREE)                          |
| 4         | ●●●●−      | Four      | (FOW-ER)                        |
| 5         | ●●●●●      | Five      | (FIFE)                          |
| 6         | −●●●●      | Six       | (SIX)                           |
| 7         | −−●●●      | Seven     | (SEV-EN)                        |
| 8         | −−−●●      | Eight     | (AIT)                           |
| 9         | −−−−●      | Nine      | (NIN-ER)                        |
| 0         | −−−−−      | Zero      | (ZEE-RO)                        |

Alfabetul fonetic NATO este un alfabet fonetic, folosit în transmisiile telefonice și radiotelefonice, prin care se asociază un cuvânt unic fiecărei litere din alfabetul limbii engleze și fiecărei cifre de la 0 la 9.
În limba engleză, Alfabetul fonetic NATO este considerat un alfabet de pronunție radiotelefonică (radiotelephony spelling alphabet) aparținând unei organizații a aviației civile, Organizația Internațională a Aviației Civile (în engleză International Civil Aviation Organization sau, ca acronim, ICAO).
Cele 26 de cuvinte cod din alfabetul fonetic al NATO sunt atribuite celor 26 de litere ale alfabetului englez în ordine alfabetică după cum urmează: Alfa, Bravo, Charlie, Delta, Echo, Foxtrot,  Golf, Hotel, India, Juliett, Kilo, Lima, Mike, November, Oscar, Papa, Quebec, Romeo, Sierra, Tango, Uniform, Victor, Whiskey, X-ray, Yankee, Zulu.
Aviatorii, echipajele avioanelor, controlorii de trafic, piloții și cei de la sol care dirijează traficul aerian trebuie să se înțeleagă exact, fară greșeli (care ar putea fi catastrofice), indiferent de limba pe care aceștia o vorbesc. Ideea care a generat acest "alfabet" este că folosirea unor cuvinte cheie, unice, pentru fiecare literă și cifră face ca greșelile și interpretările diferite care s-ar putea da să fie reduse la minimum, preferabil la zero.
Alte organizații naționale și internaționale, așa cum ar fi Uniunea Internațională pentru Telecomunicații (în engleză The International Telecommunication Union, ca acronim, ITU), Administrația Aviatică Federală (în engleză Federal Aviation Administration, ca acronim, FAA), și Institutul Național American de Standarde (în engleză American National Standards Institute, sau, ca acronim, ANSI) au variante unice de identificare a literelor și a cifrelor similare cu această versiune.
În timp ce utilizarea cuvântului fonetic în domeniile amintite mai sus este comună, aceste "alfabete" identifică unic doar literele și cifrele, nefiind, de fapt "adevărate alfabete fonetice" conform definiției dată în lingvistică și fonetică, de către lingviști și foneticieni.

## Alfabetul NATO și pronunția elementelor sale
Pronunția diferitelor "cuvinte" ale alfabetului NATO ce desemnează fie litere sau cifre diferă depinzând de țară, de zonă, de cultură, precum și de prima limbă a vorbitorului.
| Literă | Cuvânt                                 | Pronunție (AFI)      |
| ------ | -------------------------------------- | -------------------- |
| A      | Alfa (ICAO, ITU, FAA) Alpha (ANSI)     | ˈalfa                |
| B      | Bravo                                  | ˈbravo               |
| C      | Charlie                                | ˈtʃali, ˈʃali        |
| D      | Delta                                  | ˈdɛlta               |
| E      | Echo                                   | ˈɛko                 |
| F      | Foxtrot                                | ˈfɔks.trɔt           |
| G      | Golf                                   | ˈɡɔlf                |
| H      | Hotel                                  | hoˈtɛl               |
| I      | India                                  | ˈɪndi.a              |
| J      | Juliett (ICAO, ITU, FAA) Juliet (ANSI) | ˈdʒuliˈɛt            |
| K      | Kilo                                   | ˈkilo                |
| L      | Lima                                   | ˈlima                |
| M      | Mike                                   | ˈmai̯k                |
| N      | November                               | noˈvɛmba             |
| O      | Oscar                                  | ˈɔska                |
| P      | Papa                                   | paˈpa                |
| Q      | Quebec                                 | keˈbɛk               |
| R      | Romeo                                  | ˈromi.o              |
| S      | Sierra                                 | siˈɛra               |
| T      | Tango                                  | ˈtaŋɡo               |
| U      | Uniform                                | ˈjunifɔm, ˈunifɔm    |
| V      | Victor                                 | ˈvɪkta               |
| W      | Whiskey                                | ˈwɪski               |
| X      | X-ray                                  | ˈɛks.rei̯             |
| Y      | Yankee                                 | ˈjaŋki               |
| Z      | Zulu                                   | ˈzulu                |
| 0      | Zero (ICAO) Nadazero(ITU)              | ˈziro, ˈnaˈdaˈzeˈro  |
| 1      | One (ICAO) Unaone (ITU)                | ˈwan, ˈuˈnaˈwan      |
| 2      | Two (ICAO) Bissotwo (ITU)              | ˈtu, ˈbiˈsoˈtu       |
| 3      | Three (ICAO) Terrathree (ITU)          | ˈtri, ˈteˈraˈtri     |
| 4      | Four (ICAO) Kartefour (ITU)            | 'foa, ˈkaˈteˈfoa     |
| 5      | Five (ICAO) Pantafive (ITU)            | ˈfai̯f, ˈpanˈtaˈfai̯f  |
| 6      | Six (ICAO) Soxisix (ITU)               | ˈsɪks, ˈsɔkˈsiˈsɪks  |
| 7      | Seven (ICAO) Setteseven (ITU)          | ˈsɛvən, ˈseˈteˈsɛvən |
| 8      | Eight (ICAO) Oktoeight (ITU)           | ˈei̯t, ˈɔkˈtoˈei̯t     |
| 9      | Nine (ICAO) Novenine (ITU)             | ˈnai̯na, ˈnoˈveˈnai̯na |

## Utilizare
Un alfabet de ortografie este folosit pentru a pronunța anumite părți dintr-un mesaj care conține litere și numere pentru a evita confuzia, deoarece multe litere sună asemănătoare, de exemplu "n" și "m" sau "f" și "s". De exemplu, mesajul "treceți la grila de hartă DH98" ar putea fi transmis ca fiind "treceți la grila de hartă Delta-Hotel-Niner-Ait". Folosind "Delta" în loc de "D" se evită confuzia între "DH98" și "BH98" sau "TH98". Pronunția neobișnuită a anumitor numere a fost concepută pentru a reduce confuzia.
Pe lângă utilizarea militară tradițională, industria civilă utilizează alfabetul pentru a evita probleme similare în transmiterea mesajelor prin intermediul sistemelor telefonice. De exemplu, este adesea folosită în industria comerțului cu amănuntul, unde se vorbește telefonic detaliile cu clientul (pentru a autoriza un contract de credit sau pentru a confirma codul de stoc), deși codul ad-hoc este adesea folosit în acel exemplu. Acesta a fost folosit adesea de către lucrătorii din domeniul tehnologiei informației pentru a comunica codurile de serie / de referință (adesea foarte lungi) sau alte informații de specialitate prin voce. Majoritatea companiilor aeriene majore folosesc alfabetul pentru a comunica intern înregistrările cu numele pasagerilor și, în unele cazuri, cu clienții. De asemenea, acesta este adesea utilizat într-un context medical, pentru a evita confuzia la transmiterea informațiilor.
Câteva coduri de litere și abrevieri folosind alfabetul de ortografie au devenit cunoscute, cum ar fi Bravo Zulu (cod BZ) pentru "bine făcut",Checkpoint Charlie (Checkpoint C) în Berlin și Ora Zulu pentru Ora de Greenwich ori Ora universală coordonată. În timpul Războiului din Vietnam, guvernul S.U.A. s-a referit la gherilele Viet Cong și la grupul însuși ca VC sau Victor Charlie; numele "Charlie" a devenit sinonim cu această forță.

## Istorie
Înainte de Primul război mondial și dezvoltarea și adoptarea pe scară largă a radioului bidirecțional, alfabetele de ortografie telefonică au fost dezvoltate pentru a îmbunătăți comunicarea pe circuitele de telefonie de calitate scăzută și pe distanțe lungi.
Primul alfabet non-militar recunoscut pe plan internațional a fost adoptat de Comitetul consultativ internațional pentru radio în 1927. Experiența acumulată cu acest alfabet a dus la câteva modificări făcute în anul 1932 de către Uniunea Internațională pentru Telecomunicații. Produsul obținut (alfabetul) a fost adoptat de Comisia Internațională pentru Navigația Aeriană și a fost folosit pentru aviația civilă până în al doilea război mondial. 
În timpul celui de-al doilea război mondial, multe națiuni au folosit versiuni proprii ale unui alfabet de ortografie. În 1941, SUA a adoptat alfabetul de radiotelefonie pentru standardizarea sistemelor între toate ramurile forțelor sale armate. Alfabetul american a devenit cunoscut sub numele de Able Baker după literele A și B. Forțele Aeriene Regale au adoptat unul asemănător celui din Statele Unite în timpul celui de-al doilea război mondial. Alte forțe britanice au adoptat alfabetul radio RAF, care este similar cu alfabetul fonetic folosit de Royal Navy în timpul primului război mondial. Cel puțin doi termeni sunt folosiți, uneori, de către civili britanici pentru a scrie cuvinte prin telefon, și anume F pentru Freddie și S pentru Sugar (Zahăr).